# Bouffioulx

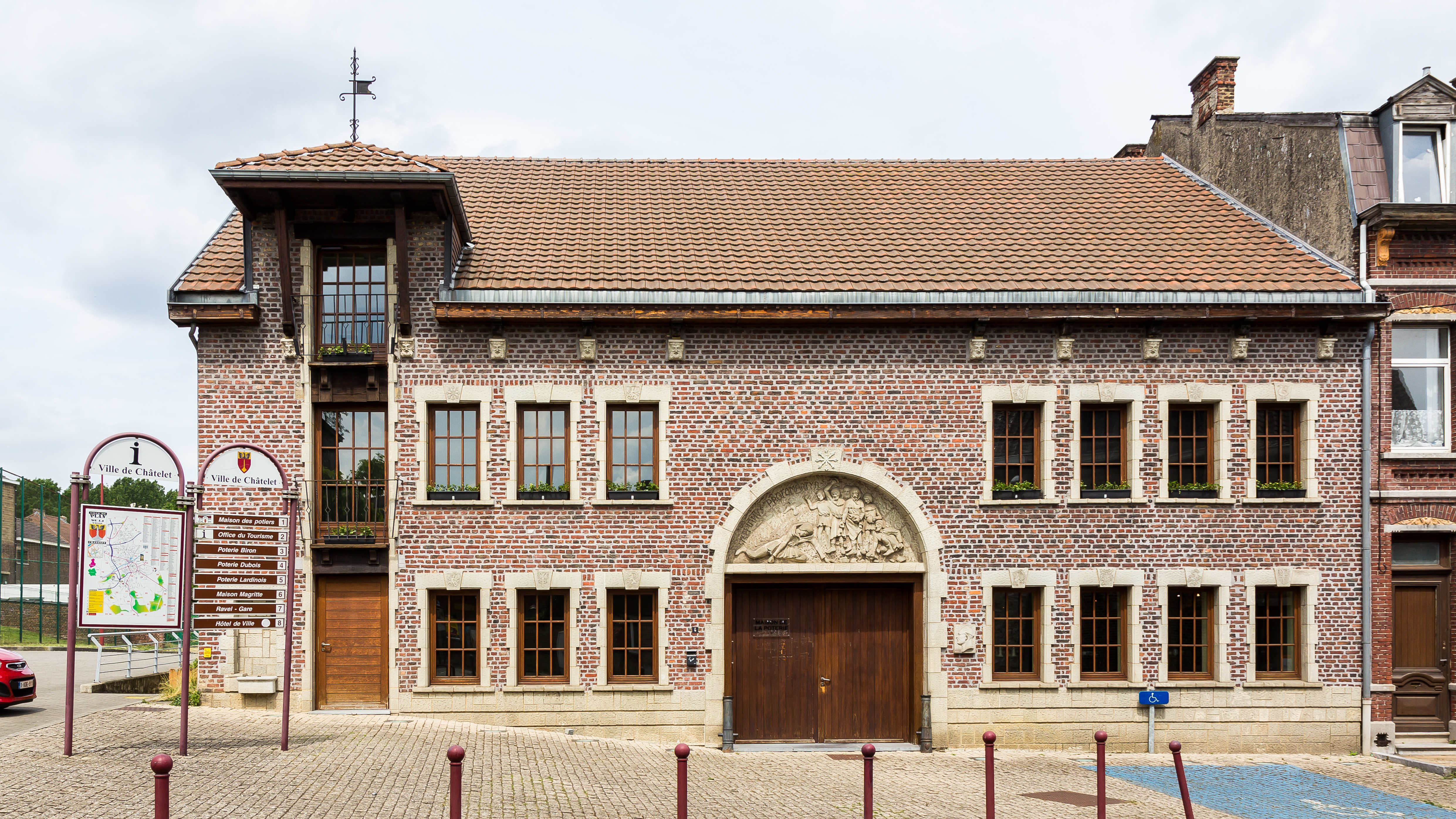
Pottenbakker Museum

Bouffioulx is een dorp in de Belgische provincie Henegouwen en een deelgemeente van de gemeente Châtelet. De dorpskern ligt anderhalve kilometer ten zuiden van de Samber, net ten zuidoosten van de stedelijke kern van Charleroi. In het zuidwesten van de deelgemeente ligt het gehucht Chamborgneau.
Het dorp staat in de omgeving bekend als het dorp van de pottenbakkers. De ondergrond van het dorp bevat klei van goede kwaliteit, die geschikt is om er aardewerk van te maken. Anno 2006 bevinden zich nog drie pottenbakkers in het dorp, Biron, Dubois en Lardinois.

## Demografische ontwikkeling
- Bronnen:NIS, Opm:1831 tot en met 1970=volkstellingen, 1976= inwoneraantal op 31 december

## Bezienswaardigheden

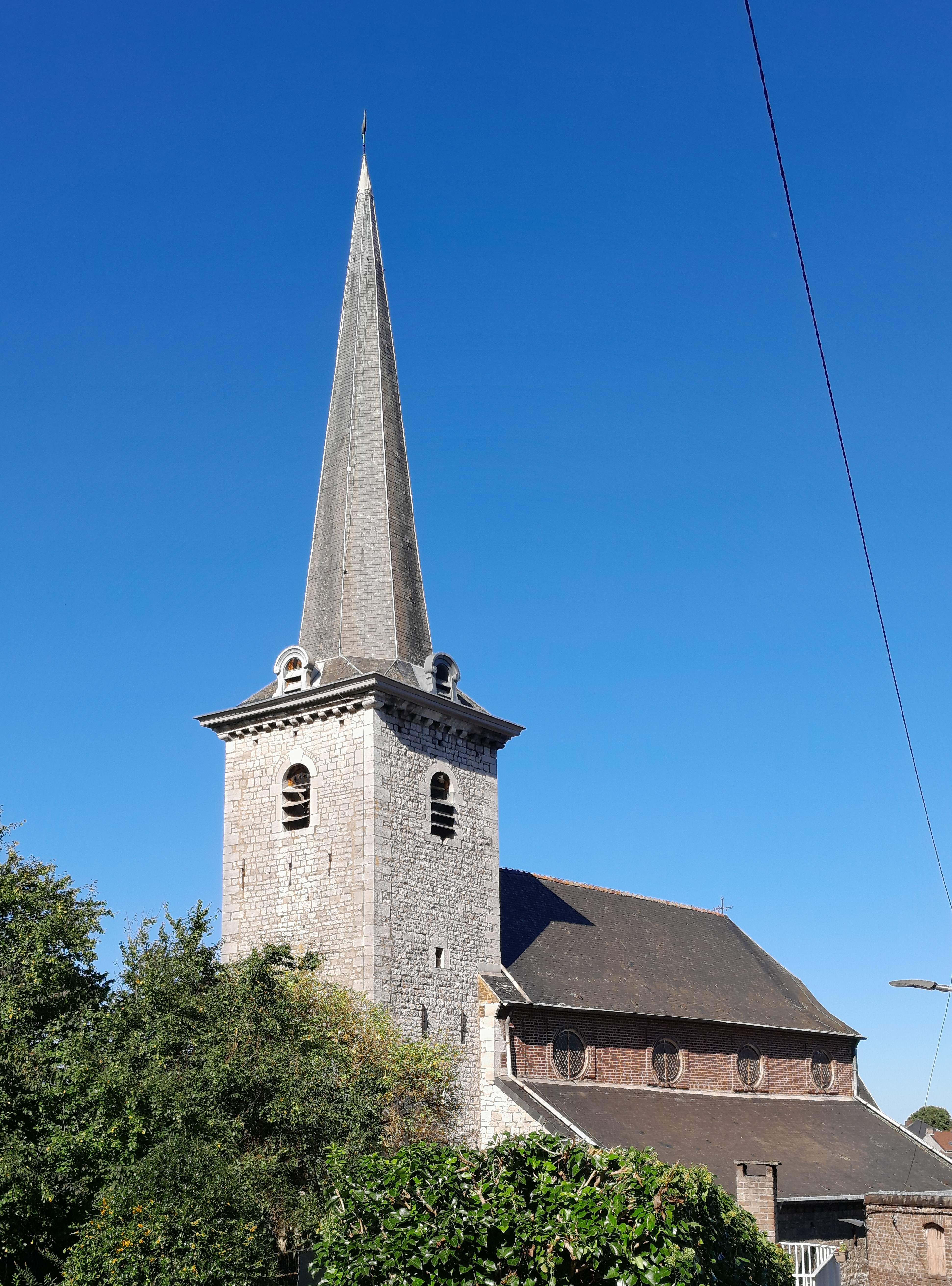
Kerk van Saint-Géry.

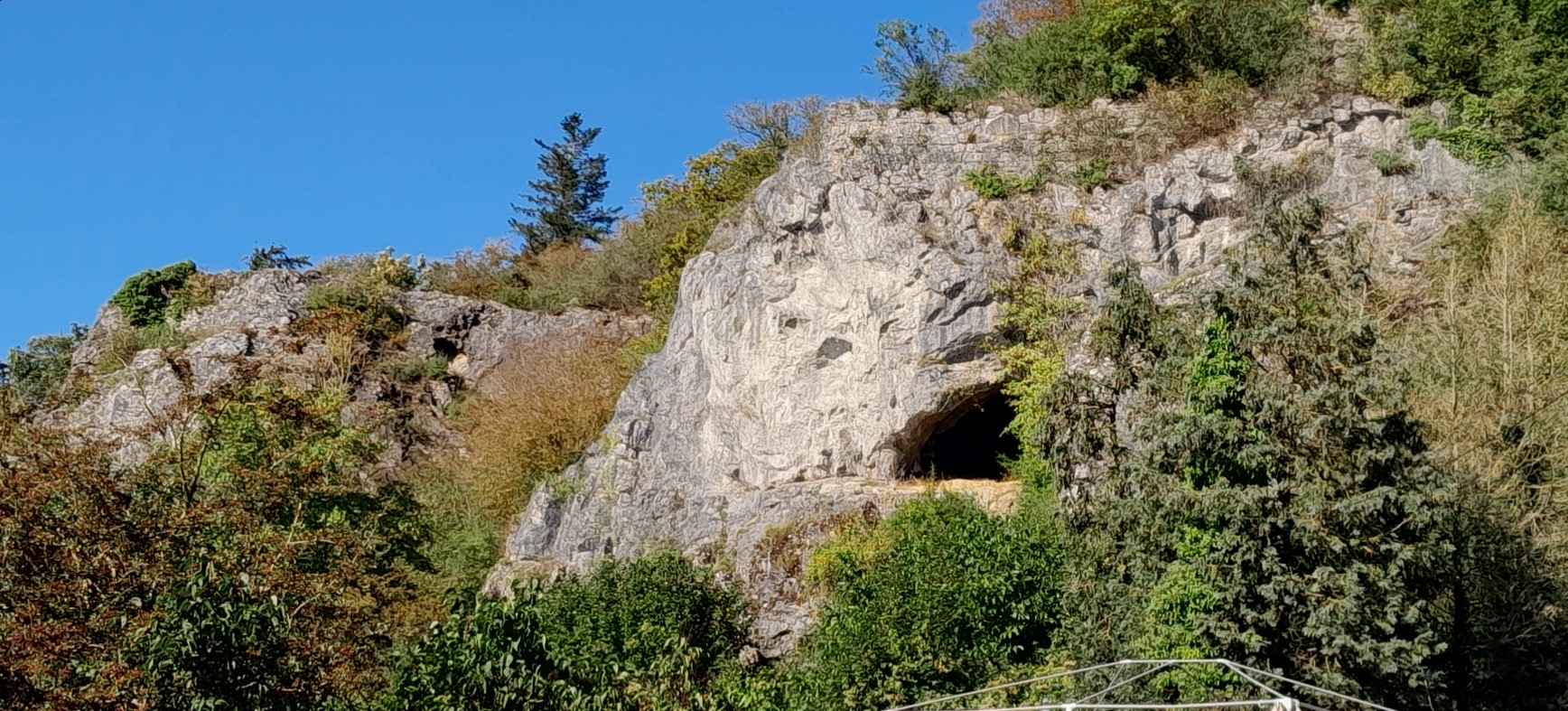
Montrou Grot.

- Kerk van Saint-Géry.De Église Saint-Géry

## Geboren
- Louis Mottiat (1889-1972), wielrenner
- René Geeraert (1908-1999), atleet

Deelgemeenten: Bouffioulx · Châtelet · Châtelineau

Overige gehuchten en wijken: Boubier · Chamborgneau · Corbeau · Faubourg · Taillis Pré

Belgische gemeenten · Arrondissement Charleroi · Henegouwen · Wallonië